# Правіца (село)
Правіца (словац. Pravica) — село, громада в окрузі Вельки Кртіш, Банськобистрицький край, центральна Словаччина, історичний регіон Новоград. Кадастрова площа громади — 9,09 км². Населення — 118 осіб (за оцінкою на 31 грудня 2017 року). Протікає річка Какатка.

## Історія
Перша згадка 1271 року.

## Населення
| Рік:            | 1994. | 2004.   | 2014.    | 2024.   |
| --------------- | ----- | ------- | -------- | ------- |
| Кількість осіб: | 98    | 106     | 119      | 117     |
| Різниця:        |       | +8,16 % | +12,26 % | -1,68 % |

| Рік:            | 2023. | 2024.   |
| --------------- | ----- | ------- |
| Кількість осіб: | 116   | 117     |
| Різниця:        |       | +0,86 % |